# Gustav Kirchhoff
Gustav Robert Kirchhoff (Königsberg, 12 de março de 1824 — Berlim, 17 de outubro de 1887) foi um físico alemão.
Suas contribuições científicas foram principalmente no campo dos circuitos elétricos, na espectroscopia, na emissão de radiação dos corpos negros e na teoria da elasticidade (modelo de placas de Kirchhoff–Love). Kirchhoff propôs o nome de "radiação do corpo negro" em 1862. É autor de duas leis fundamentais da teoria clássica dos circuitos elétricos e da emissão térmica.
Kirchhoff e Bunsen encontraram um meio de determinar a composição das estrelas, analisando seus espectros, e com isto mostraram que o Sol contém os mesmos elementos que a Terra, embora em diferentes proporções e em outras condições (devido a pressão, temperatura, etc). Com isto também descobriram novos elementos químicos.

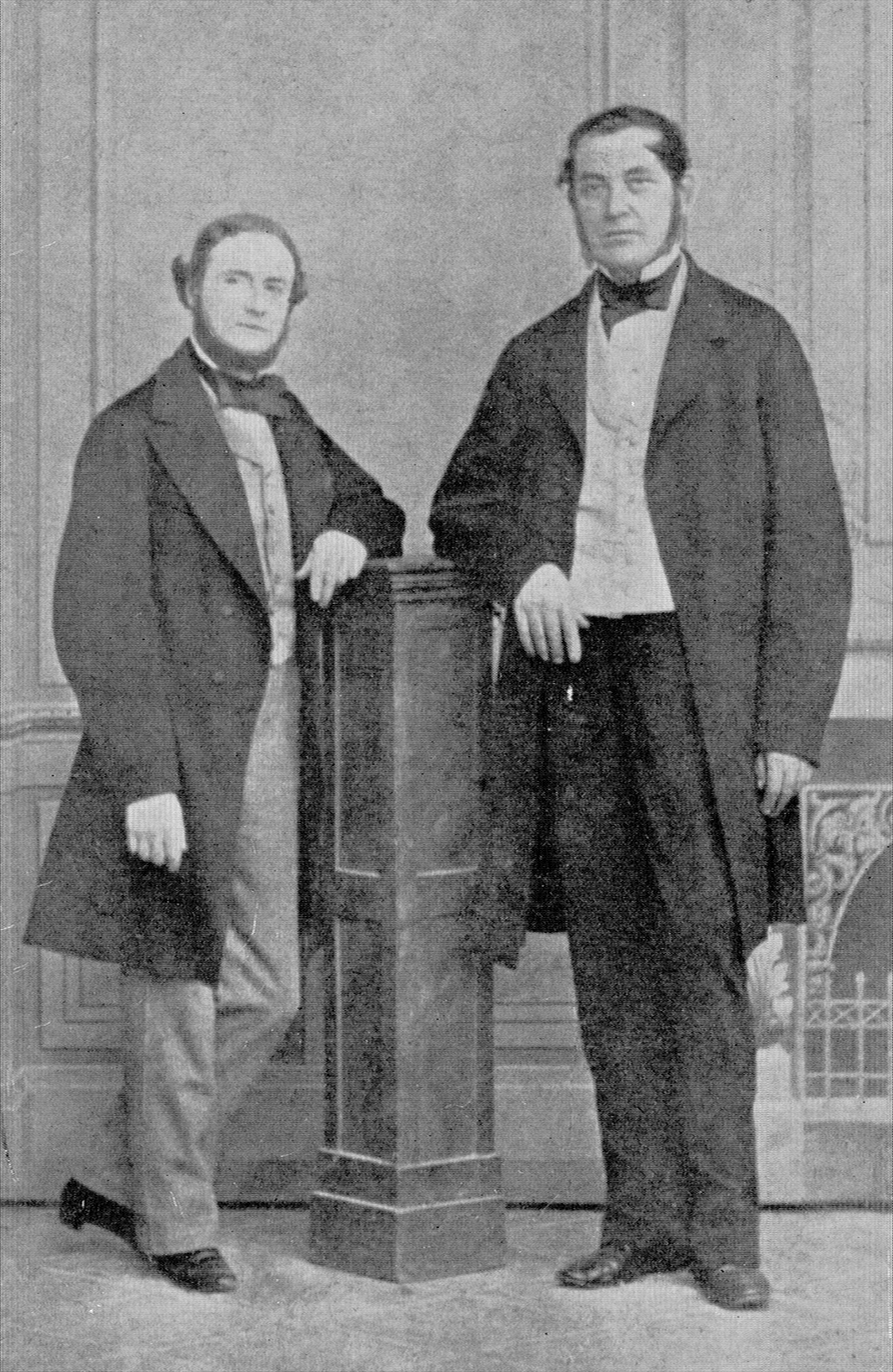
Gustav Kirchhoff (esquerda) e Robert Bunsen, fotografia c. 1850.

## Vida
Kirchhoff nasceu em Königsberg, Prússia (atualmente Kaliningrado, Rússia). Filho de Friedrich Kirchhoff (advogado) e Johanna Henriette. Graduou-se na Universidade de Königsberg em 1847, onde participou dos seminários de física-matemática sob a direção de Franz Ernst Neumann e Friedrich Julius Richelot. Casou com  Clara Richelot em 1857, filha de Friedrich Julius Richelot. No mesmo ano mudou-se para Berlim, recebendo o posto de catedrático em Breslau (actual Wrocław, Polónia). Clara faleceu em 1869, com 35 anos de idade.

## Carreira
Kirchhoff formulou as leis dos nós e das malhas na análise de circuitos elétricos (Leis de Kirchhoff) em 1845, quando ainda era um estudante. Propôs a lei da emissão de radiação térmica em 1859, comprovando-a em 1861. Em 1854 transferiu-se para a Universidade de Heidelberg, onde colaborou em trabalhos sobre espectroscopia com Robert Bunsen, descobrindo juntamente com este os elementos césio e rubídio em 1861, estudando a composição química do Sol através do seu espectro.
Posteriormente propôs as três leis que descrevem a emissão de luz por objectos incandescentes:
1. Um objeto sólido aquecido produz luz com espectro contínuo.
2. Um gás ténue produz luz com linhas espectrais em comprimentos de onda discretos que dependem da composição química do gás.
3. Um objeto sólido a alta temperatura rodeado de um gás ténue a temperaturas inferiores produz luz num espectro contínuo com vazios em comprimentos de onda discretos cujas posições dependem da composição química do gás.

A existência destas leis foi explicada mais tarde por Niels Bohr, contribuindo decisivamente para o nascimento da mecânica quântica.
Seu livro "Vorlesungen über mathematische Physik, Mechanik", 1897, é actualmente fonte básica de referência.

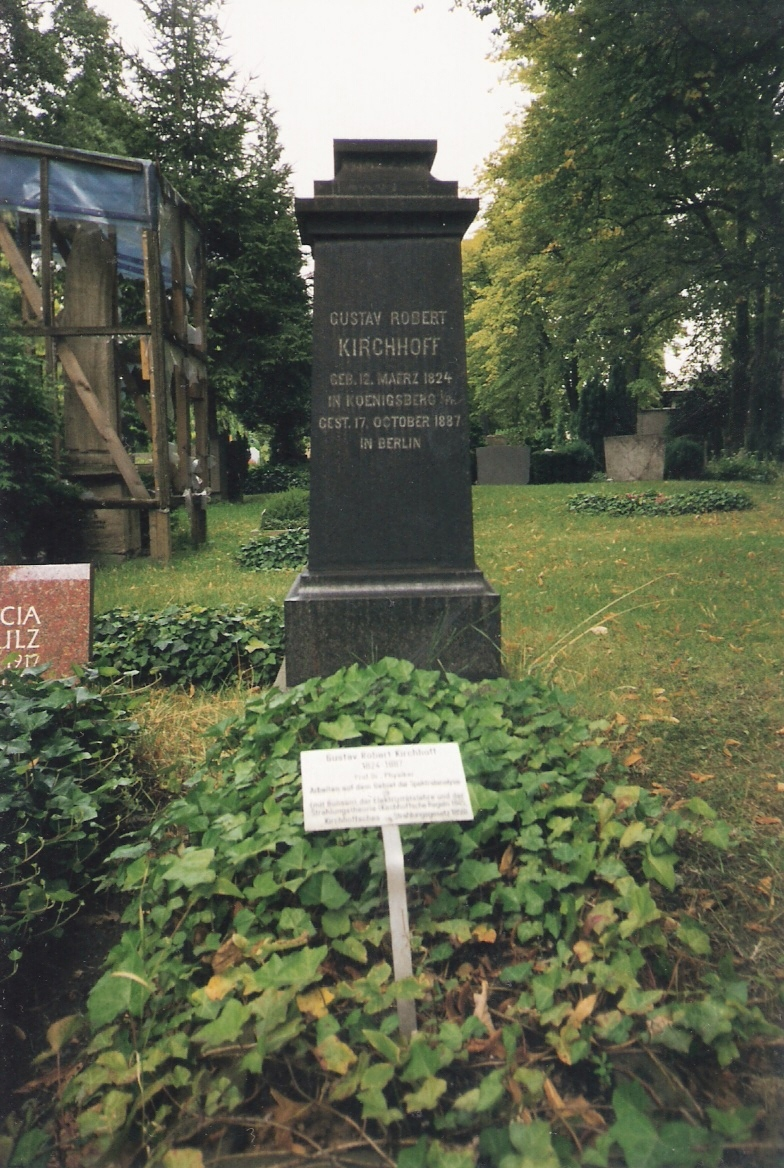
Sepultura no Alter St.-Matthäus-Kirchhof Berlin

Kirchhoff foi sepultado no Alter St.-Matthäus-Kirchhof Berlin.

## Publicações
- Gesammelte Abhandlungen (em alemão). Leipzig: Johann Ambrosius Barth. 1882
- Vorlesungen über Electricität und Magnetismus (em alemão). Leipzig: Benedictus Gotthelf Teubner. 1891
- Vorlesungen über mathematische Physik. 4 vols., B. G. Teubner, Leipzig 1876–1894.
  - Vol. 1: Mechanik. 1. Auflage, B. G. Teubner, Leipzig 1876 (online).
  - Vol. 2: Mathematische Optik. B. G. Teubner, Leipzig 1891 (Herausgegeben von Kurt Hensel, online).
  - Vol. 3: Electricität und Magnetismus. B. G. Teubner, Leipzig 1891 (Herausgegeben von Max Planck, online).
  - Vol. 4: Theorie der Wärme. B. G. Teubner, Leipzig 1894, Herausgegeben von Max Planck[6]